# جون تیلور
جون تیلور (انگلیسی: Joan Taylor؛ ۱۸ اوت ۱۹۲۹ – ۴ مارس ۲۰۱۲) یک فیلم‌نامه‌نویس و هنرپیشه اهل ایالات متحده آمریکا بود.
از فیلم‌ها یا برنامه‌های تلویزیونی که وی در آن نقش داشته است می‌توان به عمر خیام اشاره کرد.